# Волеаи (остров)

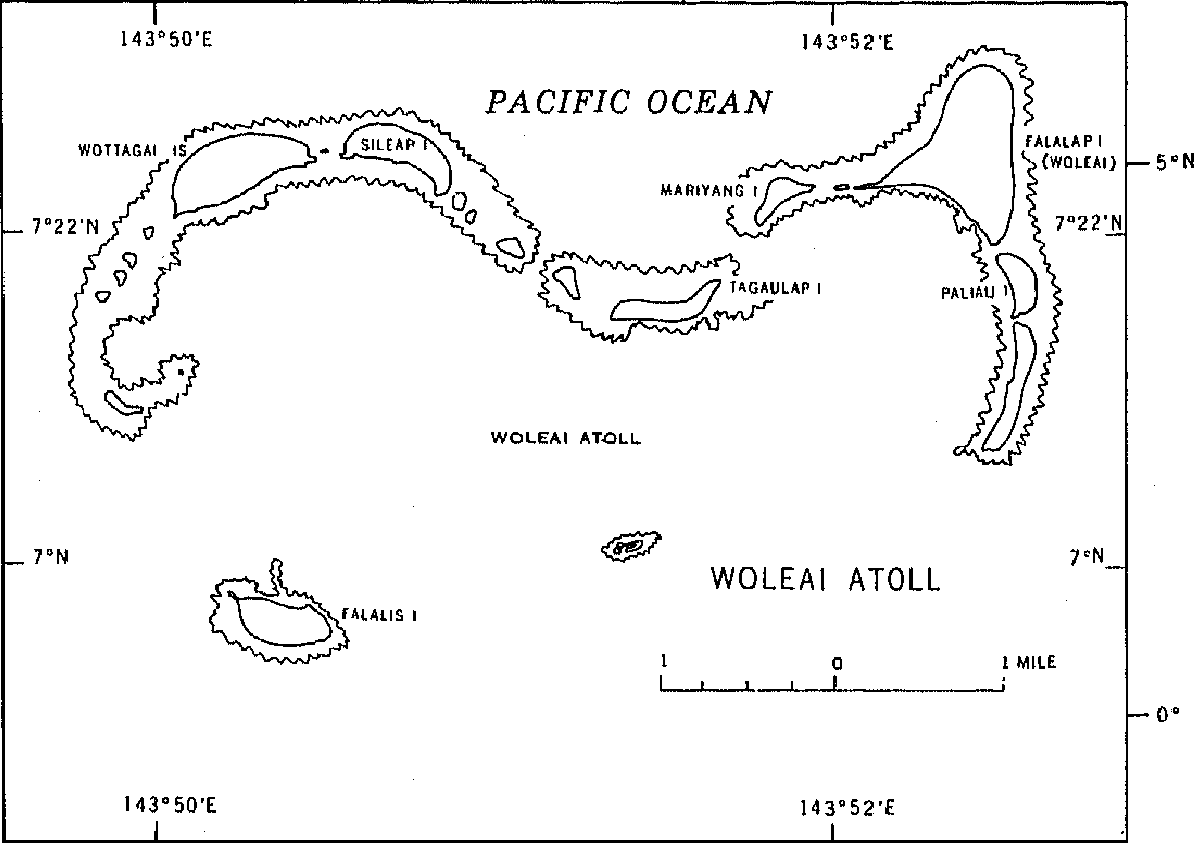
Карта атолла Волеаи

Волеа́и (англ. Woleai) — атолл в ФШМ, в штате Яп. Атолл состоит из 22 моту. Население — 1081 человек (2008). Площадь — 4,5 км². Во время Второй мировой войны Волеаи испольозвался Императорской армией Японии.
На Волеаи распространён язык волеаи понапеанско-трукской подгруппы. Ранее здесь использовалась письменность волеаи.